# Histoire du transport ferroviaire en Chine
L' histoire du transport ferroviaire en Chine a commencé à la fin du XIXe siècle pendant la dynastie Qing. Depuis lors, il est devenu l'un des plus grands réseaux ferroviaires au monde.

## La dynastie Qing
Les premiers chemins de fer en Chine ont été construits pendant la dynastie Qing à la fin du XIXe siècle, alors que de vastes réseaux de chemins de fer étaient déjà en place en Europe, en Amérique du Nord, en Inde et au Japon. L'arrivée tardive des chemins de fer en Chine était due à la fois au manque d'industrialisation et au scepticisme du gouvernement Qing. Bien que des personnalités aussi diverses que Lin Zexu et le rebelle Taiping, Hong Rengan, aient appelé à la construction de chemins de fer en Chine au milieu du XIXe siècle, la cour conservatrice des Qing estimait que les machines à vapeur étaient des appareils « intelligents mais inutiles » et résistait aux chemins de fer, qui selon eux « nous priverait de barrières défensives, nuirait à nos champs et entraverait notre feng shui ». Toutefois, de l'autre coté du Pacifique, dans les années 1860, des ouvriers chinois participèrent à la construction de la Central Pacific Railroad, aux États-Unis.

### Premiers efforts

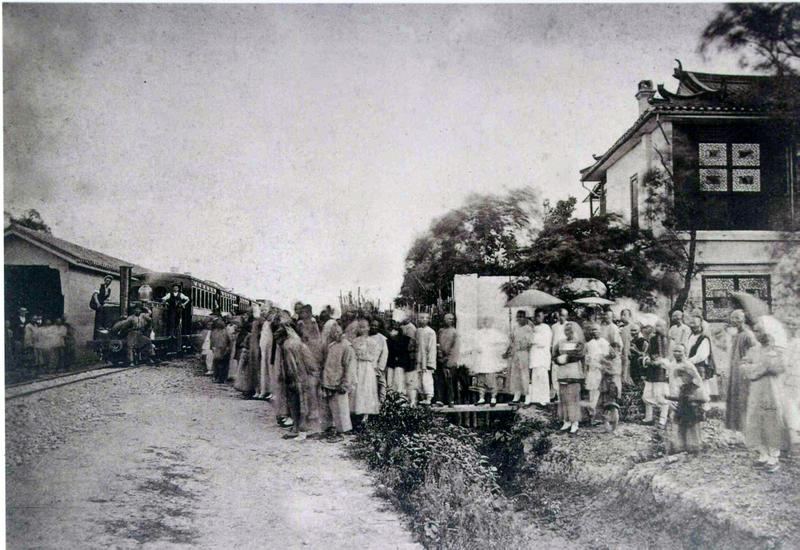
L'ouverture de l'éphémère route Woosung, le premier chemin de fer en Chine, entre Shanghai et Wusong en 1876

En 1864, un commerçant britannique construisit un chemin de fer à voie étroite de 600 mètres de long à l'extérieur de la porte Xuanwu à Beijing afin de faire une démonstration la technologie ferroviaire à la cour impériale, qui l'a jugé « extrêmement spéciale et étrange au plus haut point » et a rapidement démantelé le chemin de fer.
Le premier chemin de fer à être exploité commercialement en Chine a été ouvert à Shanghai en juillet 1876. La voie, connue sous le nom de route de Woosung, partait de la concession américaine dans le district actuel de Zhabei pour se rendre à Woosung dans le district actuel de Baoshan. Il a été construit par la société de commerce britannique Jardine, Matheson and Co. La construction avait eu lieu sans approbation du gouvernement Qing, qui avait payé 285 000 taels d'argent pour le chemin de fer et l'a fait démanteler en octobre 1877,,. Les rails et le matériel roulant ont alors ensuite été expédiés à Taïwan. À la fin de 1884, Jardine, Matheson a contracté un prêt de 500 millions de taels d'argent au gouvernement chinois à la fin de 1884 « dans le but de construire des voies ferrées ».
Le tramway de Kaiping et les chemins de fer impériaux de la Chine du nord ont été les premiers tronçons à perdurer. Initialement simple ligne de 10 km reliant Tangshan à Xugezhuang construite en 1881 pour transporter le charbon de la mine de charbon de Tangshan, cette ligne a été étendue à Tianjin en 1888, puis à Shanhaiguan et Suizhong en 1894. Ce chemin de fer est devenu le Chemin de fer de Guanneiwai (littéralement, chemin de fer intérieur et extérieur de Shanhaiguan). Le chemin de fer était soutenu par le puissant vice-roi de Zhili, Li Hongzhang, qui avait surmonté les objections des ministres conservateurs. Pour obtenir le soutien de l' impératrice douairière pour la construction de chemins de fer, Li Hongzhang a importé un petit train de l'Allemagne et a construit un tronçon de 2 km à voie étroite de sa résidence à Zhongnanhai à son réfectoire à Beihai en 1888. Préoccupée par le bruit de la locomotive qui aurait perturbé la géomancie ou le fengshui de la ville impériale, l'impératrice demanda que le train soit tracté par des eunuques au lieu d'une locomotive à vapeur.
Le gouverneur de Taïwan, Liu Mingchuan, a ensuite déployé des efforts considérables : de 1887 à 1893, 107 km de voies ferrées furent installées de Keelung à Taipei à Hsinchu. Cependant, ce chemin de fer fut par la suite démoli pour être modernisé alors que Taïwan était sous domination japonaise.

### Développement rapide de 1895 à 1911

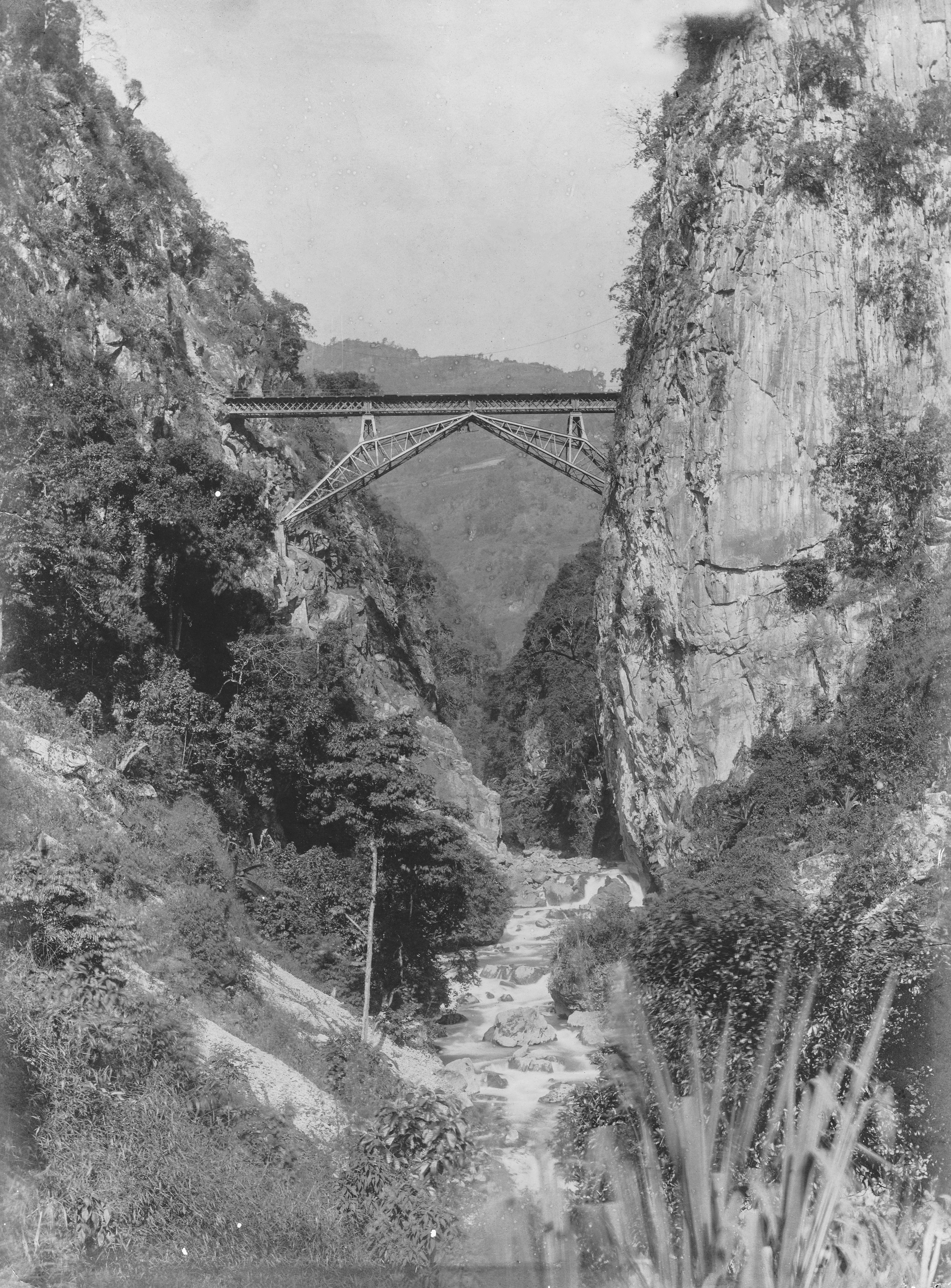
Le viaduc de Faux-Namti sur les Chemins de fer de l'Indochine et du Yunnan a été construit par la France en 1906.

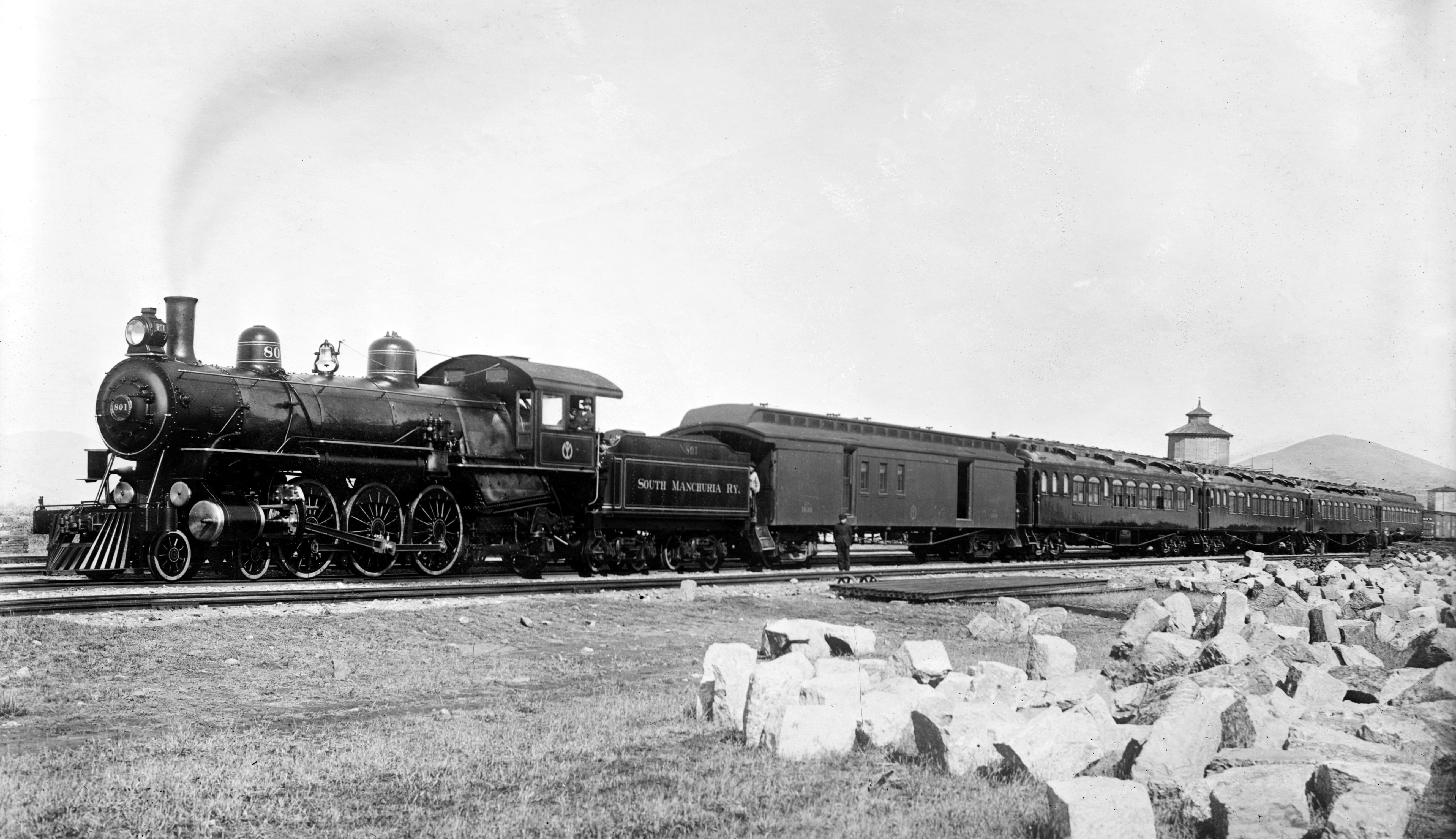
Un train sur le chemin de fer de Mandchourie du Sud

La défaite de la Chine Qing lors de la première guerre sino-japonaise a grandement stimulé le développement des chemins de fer, le gouvernement ayant reconnu l'importance de la modernisation et étant obligé par les puissances étrangères d'accorder des concessions pour la construction de voies ferrées ainsi que les droits de peuplement et les droits miniers. Les puissances impérialistes ont alors commencé à construire des chemins de fer dans leurs sphères d'influence.
Les Britanniques construisirent les chemins de fer Shanghai-Nanjing (1905-1908) et Kowloon-Canton (achevé en 1911). Les Français construisirent le Chemin de fer de l'Indochine et du Yunnan (1904-1910), une voie de 855 km de long (avec un écartement de 1 000 mm) ligne pour relier Kunming avec le Vietnam, alors une colonie de l'Indochine française. Les Allemands eux construisirent le chemin de fer Jiaoji dans la province du Shandong. Les industriels britanniques et allemands ont construit conjointement le chemin de fer Tianjin-Pukou. Les Américains ont construit le chemin de fer Canton - Sam Shui dans le Guangdong en 1902-1904. La Russie tsariste a construit le chemin de fer Oriental de Chine (1897-1901) en tant que raccourci pour le chemin de fer transsibérien et le Chemin de fer de Mandchourie du Sud jusqu'à Port Arthur. Afin d'empêcher la domination par des puissances plus importantes, la cour Qing a attribué les droits du chemin de fer Lugouqiao-Hankou aux Belges. Les Japonais ont initialement reçu de nombreuses concessions le long des côtes du Fujian et du Guangdong, et ont construit les chemins de fer Chao Chow et Swatow (1904-1906). Après avoir remporté la guerre russo-japonaise en 1904, les Japonais s'emparèrent de la section sud du chemin de fer Oriental de Chine (de Changchun à Port Arthur) et de l'ensemble du chemin de fer de la Mandchourie du Sud.
En 1911, il y avait environ 9 000 km de rails en Chine et la plupart des voies utilisaient un écartement de 1 435 mm.

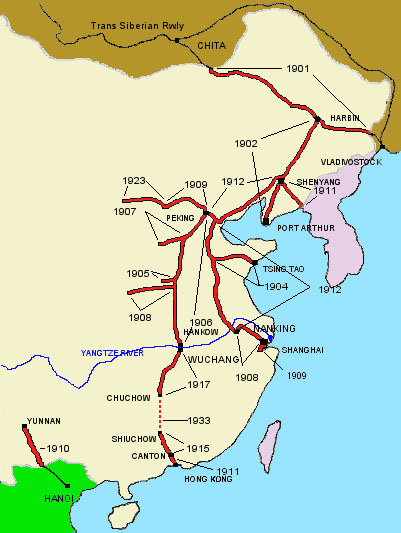
Carte montrant le début de l'expansion du chemin de fer en Chine.

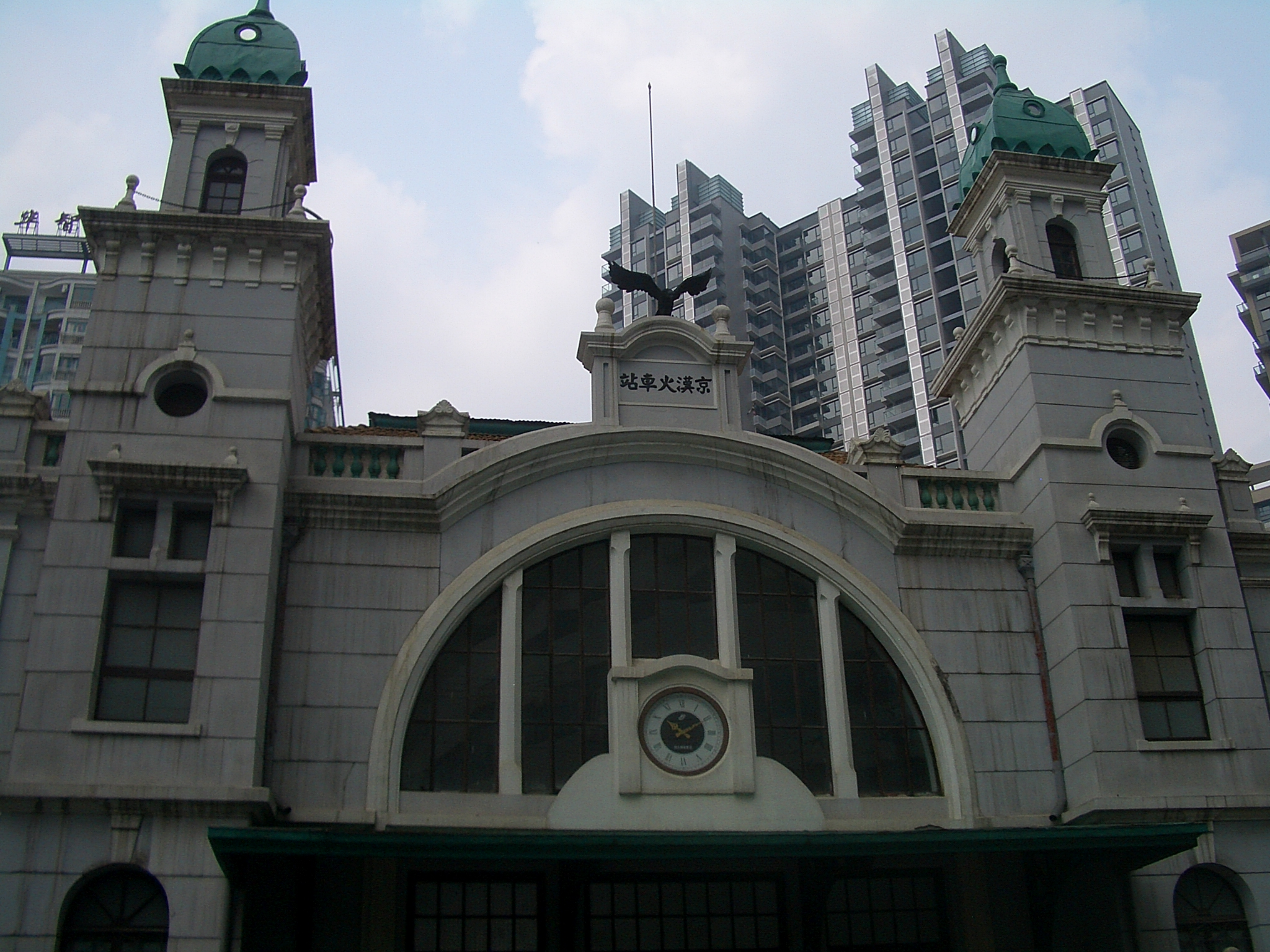
Gare de Hankou Dazhimen, l’ancien terminus sud du chemin de fer de Jinghan

La capitale impériale, Beijing, a été désignée comme le centre du réseau ferroviaire chinois. Plusieurs lignes rayonnaient depuis Beijing. Les trois lignes principales sont les lignes Beijing-Hankou, Beijing-Fengtian et Tianjin-Pukou. La ligne Jinghan allait de Pékin à Hankou. La construction a commencé en 1897 et a été achevée en 1906. La voie ferrée de Guangneiwai a été étendue à l'ouest de Pékin et à l'est de Fengtian en 1912 et a été renommée chemin de fer Beijing-Fengtian. Le chemin de fer Tianjin-Pukou, construit de 1908 à 1912 reliait Tianjin, connectée par le chemin de fer Beijing-Fengtian, à Pukou en passant par le fleuve Yangtsé depuis Nanjing.

### Mouvement de protection des chemins de fer et la révolution de Xinhai

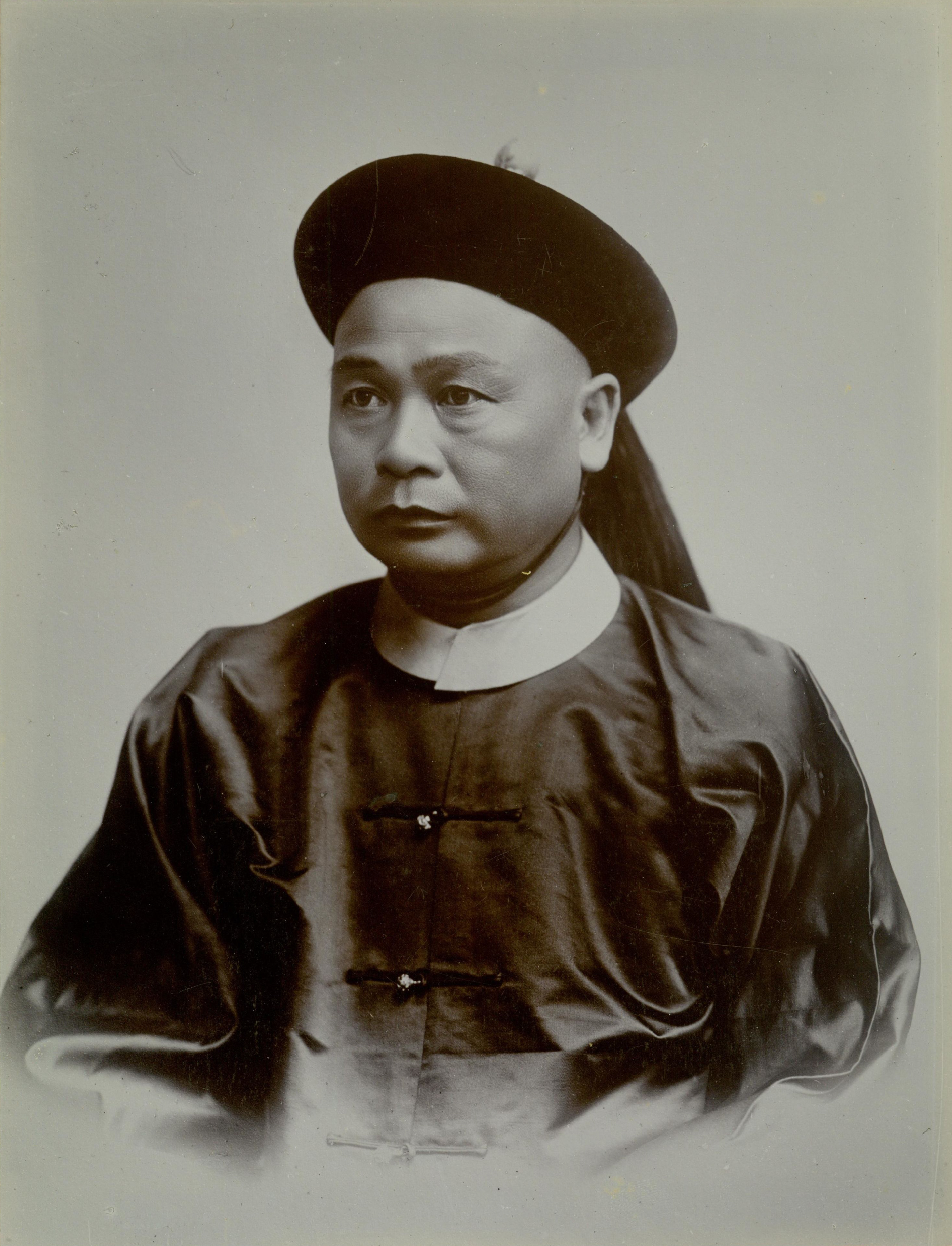
Jeme Tien Yow, le père des chemins de fer chinois.

L’expansion rapide de la propriété et de l’exploitation de chemins de fer étrangers en Chine a suscité un vif ressentiment public et suscité des appels au développement national des chemins de fer. Pour aider les économies locales à développer et à conserver les revenus des chemins de fer, le gouvernement Qing, en 1904, autorisa les provinces locales à créer leurs propres compagnies de chemin de fer et à lever des fonds en vendant des actions. Ainsi, de 1904 à 1907, 15 gouvernements provinciaux ont créé leurs propres entreprises de construction de chemins de fer et recueillant des fonds en vendant des actions à des citoyens et en prélevant des taxes. Le chemin de fer Beijing-Zhangjiakou, construit de 1905 à 1909, est le premier chemin de fer à avoir été conçu et construit par des chinois. L'ingénieur en chef était Jeme Tien Yow, connu comme le père des chemins de fer chinois. Le chemin de fer Shanghai-Hangzhou, de 189 km de long et achevé en 1909, a été financé par les gouvernements provinciaux du Jiangsu et du Zhejiang. Le chemin de fer Zhengding-Taiyuan, prévu à l'origine pour relier le comté de Zhengding dans la province du Hebei, a été dirigé depuis Shijiazhuang et a été ouvert en 1907.
En 1911, lorsque certaines entreprises ferroviaires provinciales firent faillite, les puissances étrangères pressèrent le gouvernement Qing de les autoriser à prendre en charge ces entreprises. En mai 1911, le gouvernement Qing chercha à nationaliser ces compagnies de chemin de fer locales et à céder leurs concessions de chemins de fer à des banques étrangères en échange de prêts. L'ordre de nationalisation a provoqué une opposition publique féroce qui a conduit au mouvement de protection des chemins de fer, contribuant au déclenchement de la révolution de Xinhai. Les troupes envoyées dans le Sichuan depuis le Hubei voisin ont affaibli les défenses à Wuhan, où les révolutionnaires lancèrent le soulèvement de Wuchang. La révolution Xinhai qui a suivi a renversé la dynastie Qing.

## République de Chine
Après avoir fondé la République de Chine le 1er janvier 1912, Sun Yat-sen accepta de céder la présidence provisoire à Yuan Shikai en échange de l'aide de ce dernier pour obtenir l'abdication de la cour Qing. Sun croyait qu'un réseau de chemin de fer national était essentiel à la modernisation de la Chine. Il sollicita Yuan Shikai et en reçut le portefeuille du développement ferroviaire de la nouvelle république.
De 1928 à 1937, le gouvernement républicain de Nanjing construisit 3 600 km de chemin de fer à l'intérieur de la Grande Muraille . La Mandchourie, située au-delà du mur, avait 900 km de voies ferrées construites de 1928 à 1931, année de la prise de contrôle de la région par le Japon.

### La Seconde Guerre mondiale

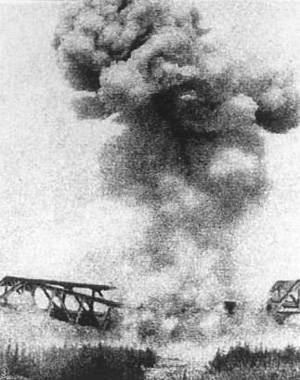
Le chemin de fer Longhai bombardé pendant la Seconde Guerre Sino-Japonaise

Au cours de la deuxième guerre sino-japonaise de 1937-1945, le gouvernement républicain démantela un certain nombre de chemins de fer afin de ralentir l'avancée japonaise et ajouta 1 900 km de voies ferrées, principalement en Chine intérieure après l'occupation des régions côtières. Parmi les lignes terminées figurent les chemins de fer Longhai (tronçons Lingbao-Tongguan et Xi'an-Baoji), le chemin de fer Zhejiang-Jiangxi (tronçon Hangzhou-Pingxiang) et le chemin de fer Guangdong-Hankou (tronçon Zhuzhou-Shaoguan). Le seigneur de guerre du Shanxi, Yan Xishan, construisit le chemin de fer à voie étroite Datong-Puzhou à travers sa province du Shanxi. Les occupants japonais, eux, utilisant le travail forcé, ont construit 5 700 km de voies ferrées en Mandchourie et dans la province de Rehe et 900 km de chemin de fer dans la Chine en elle-même.
En 1941, la construction du chemin de fer Birmanie-Yunnan commença, tentative de relier la Birmanie sous occupation britannique à Kunming dans la province du Yunnan,projet finalement avorté.

### 1945-1949
En 1945, juste après la seconde guerre sino-japonaise, la Chine continentale comptait 27 000 km de rail, et il a été estimé qu'environ 23 000 km étaient utilisables. Toutefois en 1948, on estimait à seulement 8 000 le nombre de kilomètres utilisables de chemin de fer en raison de la guerre civile chinoise. Les communistes ont activement saboté les lignes de chemin de fer pour perturber les nationalistes au pouvoir (Kuomintang), et ceux-ci ont nettoyé les chemins de fer moins utilisés afin de réparer les plus importants.

## République Populaire de Chine

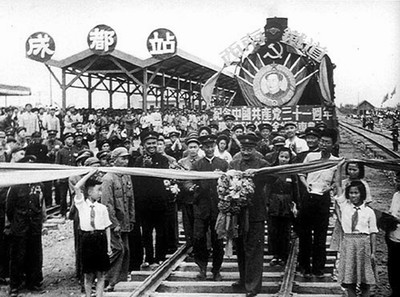
Cérémonie d'ouverture du chemin de fer Chengdu – Chongqing, le premier chemin de fer construit en Chine après 1949.

En 1951, après des investissements considérables en reconstruction, les communistes, qui avaient fondé la République populaire de Chine (RPC) en octobre 1949, avaient restauré le réseau pour une longueur totale utilisable d'environ 22 000 km. La plupart des premiers travaux de reconstruction (environ 11 000 km) était en Mandchourie parce que les occupations japonaise et soviétique avaient réduit le nombre de sabotages entre les factions, permettant ainsi des réparations rapides.
Le 14 octobre 1949, le service transfrontalier de la ligne Kowloon-Canton est suspendu à la suite de la révolution communiste et ne reprend que le 4 avril 1979.

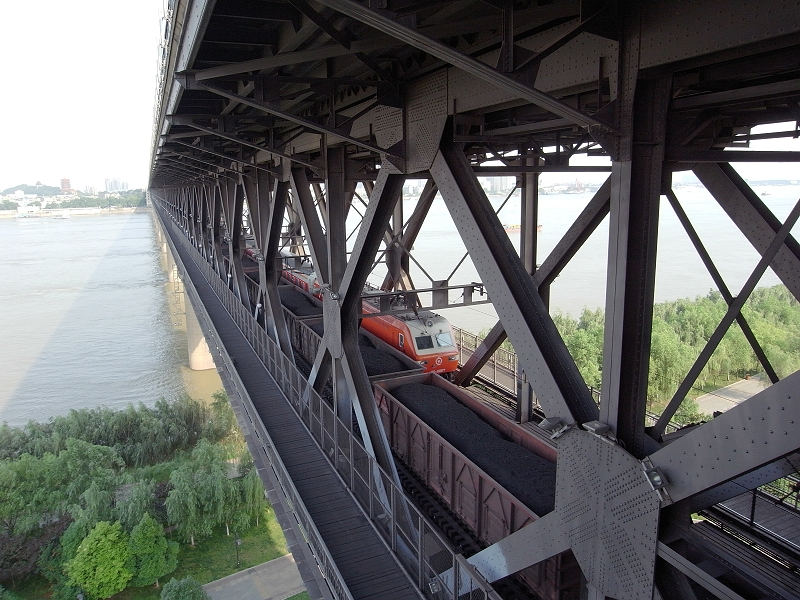
Un train sur le pont de Wuhan traversant le fleuve Yangtze - le premier lien ferroviaire fixe sur ce fleuve

En fait, lors de la création de la RPC en 1949, la Chine avait construit 27 380 km de chemin de fer, mais seulement 24 090 km avaient été conservé, dont 10 309 km dans la partie nord-est de la Chine et 919 km à Taiwan.

### Construction ferroviaire dans les années 1950
La fin des décennies de guerre en Chine a permis la construction à grande échelle de chemins de fer. Dans les années 1950, le gouvernement a lancé de nombreux projets de construction de chemins de fer afin de combler les chaînons manquants du réseau ferroviaire du pays. Le nouveau gouvernement a lancé une vigoureuse campagne de construction de chemins de fer. À partir de 1952, année où le premier chemin de fer de la République populaire, le chemin de fer Chengdu – Chongqing est entré en service, jusqu'à la fin du premier plan quinquennal en 1957, 6 100 kilomètres (3 790 milles) de voies furent construites, représentant 18% du réseau total. Les lignes achevées au cours de cette période comprennent les derniers tronçons des chemins de fer Longhai et Xianggui, Litang – Zhanjiang, Yingtan – Xiamen, Lancun – Yantai et Xiaoshan – Ningbo . Ces lignes, ainsi que la ligne Baoji – Chengdu (achevée en 1958) et la ligne ferroviaire de 1 900 km Lan – Xin jusqu’à Urumqi (achevé en 1962), ont étendu le réseau ferré national au nord-ouest et au sud-ouest et ajouté des liaisons entre la côte et l'intérieur du pays. En 1957, la vitesse moyenne des trains de passagers était de 34,8 km/h et la vitesse moyenne des trains de marchandises de 25,2 km/h.

### Le Grand Bond en Avant

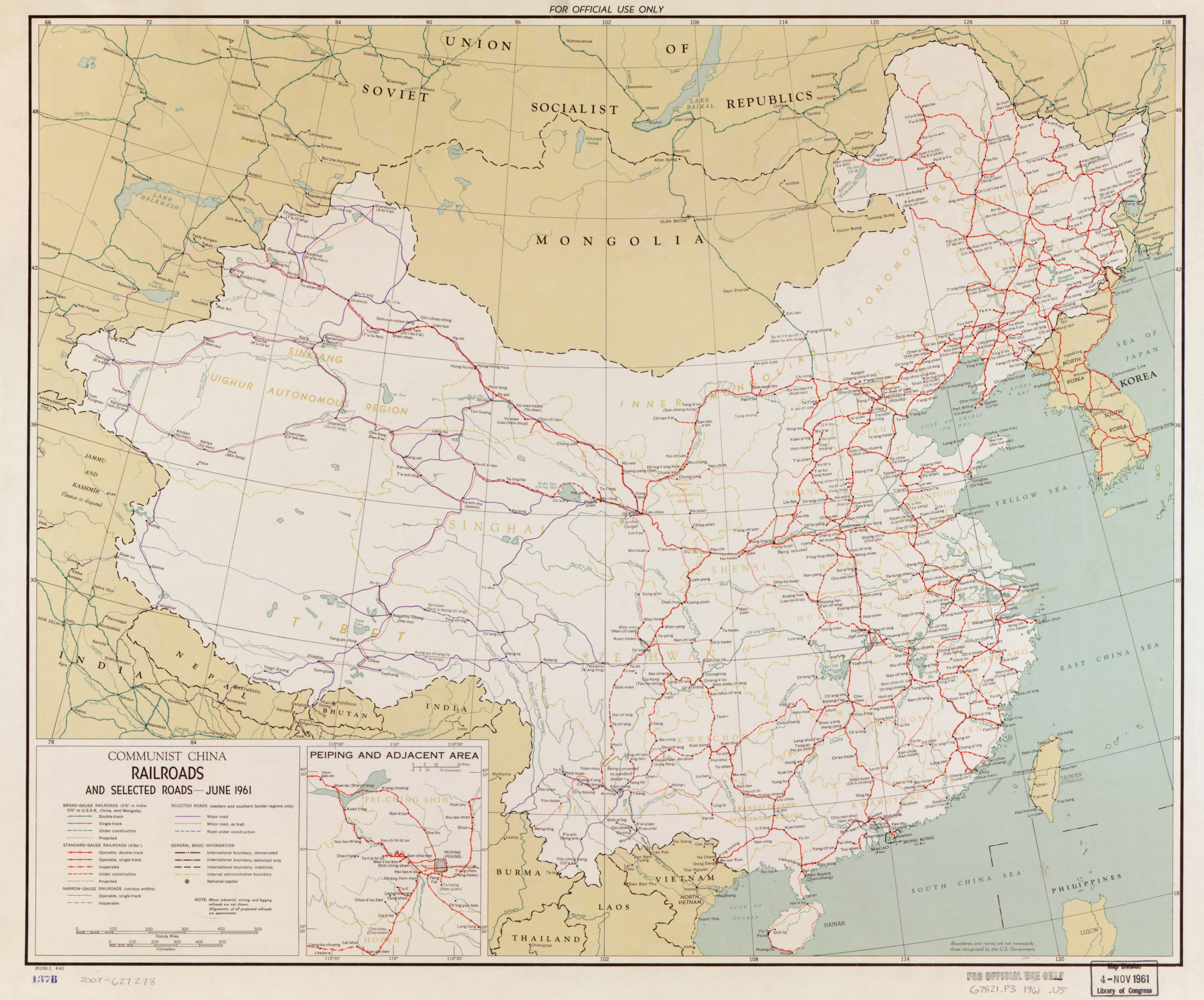
Carte du réseau ferroviaire chinois en 1961

Le lancement du Grand Bond en avant en 1958 avait pour objectif de développer rapidement le transport ferroviaire, mais produisit des résultats contre-productifs. Le fret, qui ne représentait pas 300 millions de tonnes en 1957, devait atteindre 900 millions de tonnes en 1959 et 3 milliards de tonnes en 1972. La longueur des chemins de fer nouvellement planifiés est passée de 20 000 km à 70 000 et 120 000 km sur les 15 prochaines années. Pour atteindre ces objectifs, les chemins de fer ont été poussés au-delà de leur capacité.
Sans expérimentation, les trains de marchandises sur toutes les grandes lignes ont augmenté leur charge de 2 700 tonnes à 3 600 tonnes sans augmenter la puissance des locomotives. Cela a provoqué un recul des trains sur les pentes, des dommages au matériel roulant et une ébullition à sec des moteurs à vapeur. Les taux à l'heure ont chuté précipitamment. Les chemins de fer ont établi de nouveaux records: 1,4 milliard de passagers et 1,5 milliard de tonnes de fret livrées au cours des trois années écoulées entre 1958 et 1960, quelque 200 millions de passagers et 0,5 milliard de tonnes de fret de plus que les cinq années écoulées entre 1953 et 1958. Toutefois la charge de fret a chuté à 345 millions de tonnes en 1962. Le bouleversement économique provoquée par le Grand Bond en avant a ralenti la construction de la voie ferrée. En conséquence, la livraison de nombreuses lignes telles que le chemin de fer Dazhou-Chengdu ont été retardées pendant des décennies.
Les gestions ferroviaires ont été réorganisées en 1961 et les performances améliorées. En 1965, le fret transporté a atteint 480 millions de tonnes et le système a établi un nouveau record de revenu net. La scission sino-soviétique a amené les dirigeants à déplacer les constructions de voie ferrée vers la troisième ligne, dans les régions montagneuses de l'intérieur, à l'écart de la côte est et de la frontière soviétique.

### Révolution culturelle
Le lancement de la Révolution culturelle en 1966 a provoqué des troubles politiques dans le pays et des perturbations dans les opérations ferroviaires. À l’automne 1966, selon l’édit du président Mao, les gardes rouges de tout le pays pouvaient voyager gratuitement en train. Pour éviter que les luttes entre factions politiques ne se propagent dans le milieu des chemins de fer, les chemins de fer nationaux furent assignés au commandement de l'armée à l'été 1967. La gestion et les opérations des chemins de fer ont néanmoins chuté rapidement. Les taux d'accidents ont augmenté de 25% entre 1966 et 1967, et de 20% supplémentaires entre 1967 et 1968. Le Premier ministre Zhou Enlai et d'autres dirigeants modérés ont fait reculer le management radicalement gauchiste du chemin de fer et les opérations ont commencé à s'améliorer en 1969. En 1973, le système ferroviaire a expédié 800 millions de tonnes, un nouveau record. En 1974, cependant, la bande des quatre avec la campagne de critique de Lin Piao et de Confucius, réaffirma la ligne de gauche et les performances ferroviaires s'effondrèrent à nouveau. De l'été 1974 au début de 1975, les carrefours ferroviaires de Xuzhou, Changsha, Guiyang et Baotou ont connu des engorgements de fret. En avril 1975, Deng Xiaoping a pris le contrôle de la direction et a demandé aux chemins de fer de se concentrer sur la productivité et la sécurité. En avril 1975, les objectifs de transport de charbon des chemins de fer ont été atteints pour la première fois en près de cinq ans. Au début de 1976, après le retrait du pouvoir à Deng Xiaoping et le rétablissement du contrôle de la Bande des Quatre, la performance des chemins de fer diminua de nouveau. Par rapport à 1975, le fret a diminué de 46,3 millions de tonnes, les accidents ont augmenté de 17% et les recettes fiscales versées à l'État ont diminué de 740 millions.
Malgré les turbulences de la révolution culturelle et le ralentissement de la construction ferroviaire dans le pays, le ministère des Chemins de fer chinois et le Corps des chemins de fer ont réussi à construire 1 860 km de voie à travers la Tanzanie et la Zambie. Le chemin de fer TAZARA était de loin le plus grand projet d’aide étrangère entrepris par la Chine en Afrique. Quelque 56 000 ingénieurs et travailleurs chinois ont été envoyés à l'étranger de 1968 à 1975.
Après la fin de la révolution culturelle et le lancement des réformes économiques en 1978, les chemins de fer ont été réorganisés et le budget consacré à l'amélioration de la sécurité, des performances, de la technologie et de la rentabilité. Ces principes ont guidé les opérations de la compagnie de chemin de fer au cours des décennies qui ont suivi.
En 1998, la vitesse moyenne des trains de passagers était de 54,5 km/h et les trains de marchandises avaient en moyenne une vitesse de 31,8 km/h.

### Ralentissement dans les années 1980
Après que la Chine a engagé des réformes économiques axées sur l'économie de marché en 1978, la construction de chemins de fer a ralenti, les fonds publics étant orientés vers des investissements offrant un meilleur rendement. Ce n’est que dans les années 90, après plus d’une décennie de croissance économique, que l’État a pu engager les fonds nécessaires au renouvellement de la construction ferroviaire à grande échelle.

### Boom de la construction ferroviaire depuis 1990
En 1990, le chemin de fer Lanxin a été prolongé par le chemin de fer du nord du Xinjiang jusqu'à la frontière kazakh. En 1999, la voie ferrée du sud du Xinjiang amena un service ferroviaire jusqu'à Kashgar, dans l'extrême ouest.
Le chemin de fer menant au Tibet était toutefois plus difficile à construire en raison de la haute altitude et du terrain. Les lignes de chemin de fer ont d'abord été étendues à Xining dans le Qinghai et, en 1984, une autre section entre Xining et Golmud a été achevée. Ce n’est qu’en 2006 que l’ensemble de la Ligne ferroviaire Qing-Zang a été achevé, reliant Lhassa au reste de la Chine. Depuis lors, chaque entité provinciale de la République populaire de Chine dispose d'un réseau de chemin de fer.

### Fin de l'ère de la vapeur

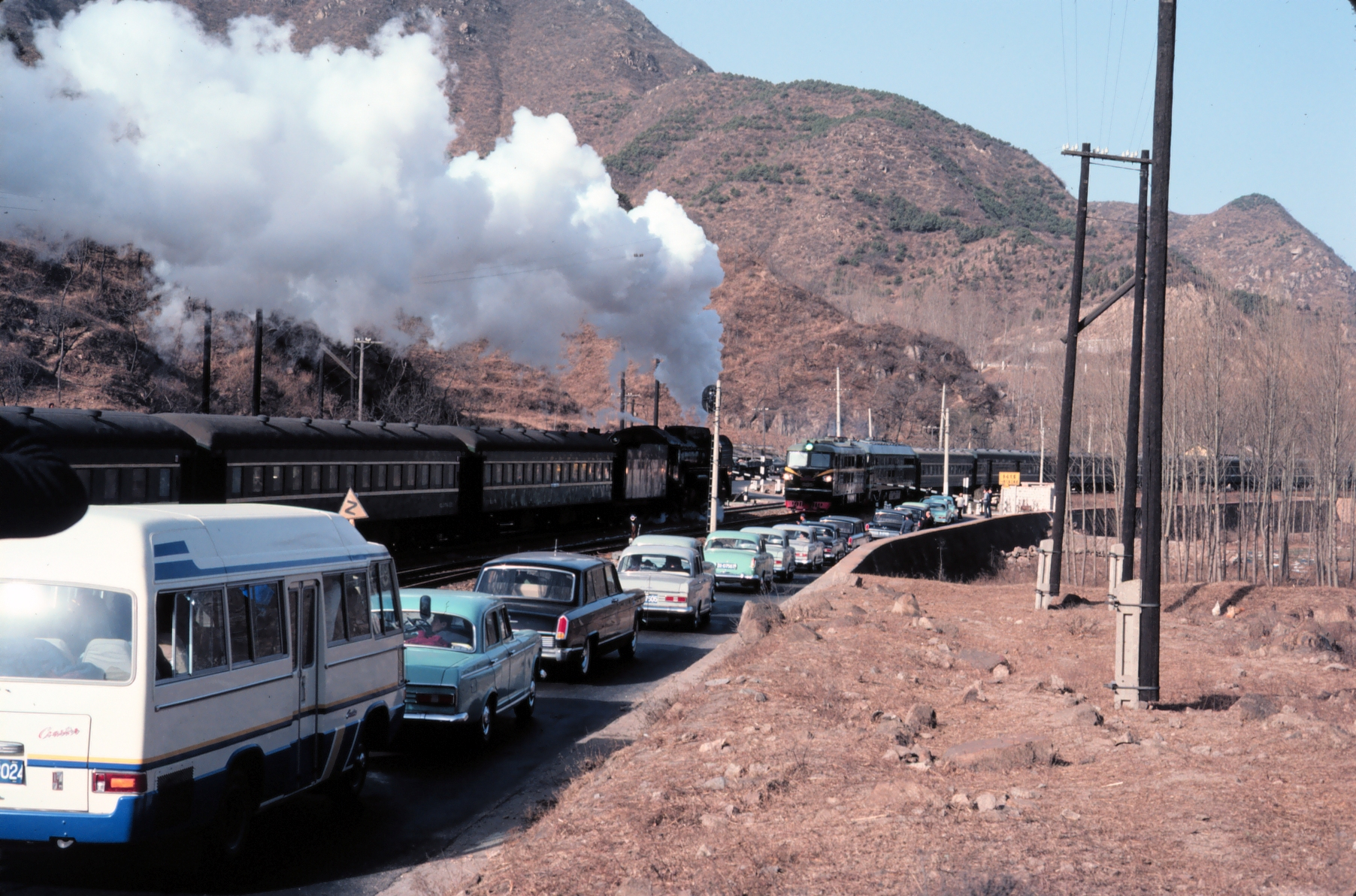
Une locomotive à vapeur et une locomotive diesel près de la Grande Muraille de Badaling à Beijing en 1979.

Avant les années 1980, en raison du faible coût de la main-d'œuvre, de la facilité de fabrication et du prix bas du charbon, les locomotives à vapeur dominaient les chemins de fer chinois. Au cours des années 80 et 90, les locomotives diesel et électriques ont progressivement remplacé les moteurs à vapeur sur les lignes principales. Sur certains tracés provinciaux, toutefois, les locomotives à vapeur n’ont pas été retirées avant le XXIe siècle. En décembre 2005, le dernier train à vapeur sur une ligne principale du monde a achevé son voyage [réf. nécessaire] sur le chemin de fer de Jitong, marquant la fin de l'ère de la vapeur.
Les locomotives à vapeur ont été progressivement retirées des lignes secondaires dans les années 2010.
Néanmoins, certaines locomotives à vapeur ont été longtemps utilisées sur les chemins de fer industriels en Chine. La dernière opération signalée était celle de la locomotive numérotée JS 2-8-2 8089 dans la mine de charbon de Sandaoling, dans la province du Xinjiang, le 15 janvier 2024. Cette date marque la fin définitive de l'utilisation des trains à vapeur à des fins industrielles en Chine mais aussi probablement à travers le Monde.
Dans le cadre de la modernisation des infrastructures, la Chine a ouvert en 2007 ses premières lignes ferroviaires à grande vitesse utilisant des trains originaires du Canada, de France, d'Allemagne et du Japon.

## Voir également
- Transport en Chine
- Transport ferroviaire en République populaire de Chine
- The Chinese Eastern Railway - Un aperçu de l'histoire par Peter Crush Cliquez sur "Anglais" puis sélectionnez "Articles de fond".
- Kaiping Tramway

## Remarques
[Traduire passage]